# Charlotta von Zweigbergk
Charlotta von Zweigbergk, född 17 september 1960 i Stockholm, är en svensk journalist och författare. Hon har skrivit boken Fattigfällan som handlar om en kvinna i Stockholm som faller igenom alla skyddsnät när hon blir sjuk, trots att hon kommer från medelklassen, är utbildad och driver ett eget företag. Fattigfällan nominerades till Augustpriset i kategorin för fackböcker år 2016. 

## Biografi
von Zweigbergk har skrivit romaner, faktaböcker och barnböcker, samt arbetat som frilansjournalist och skrivit för både DN och Aftonbladet.
Charlotta von Zweigbergk bor omväxlande på Gotland och i Gamla stan i Stockholm. Hon är dotter till chefredaktören Jurgen von Zweigbergk samt syster till författaren Helena von Zweigbergk och politikern Amelie von Zweigbergk. Hon har tre vuxna barn.